# Holly Hughes (artista)
Holly Hughes (Saginaw, 10 de marzo de 1955) es una artista de performance estadounidense.
Comenzó como pintora feminista en Nueva York, pero es más conocida por ser una de las Cuatro de la NEA a las que se denegó la financiación del Fondo Nacional de las Artes, y por su trabajo con el WOW Café Theater. Sus obras exploran la sexualidad, la imagen corporal y la mente femenina. Ha recibido varios premios, entre ellos el Lambda Literary Award for Drama y un Obie Award. Es profesora del departamento de teatro y arte dramático de la Escuela de Arte y Diseño de la Universidad de Michigan.

## Biografía
Nacida en Saginaw, Míchigan, Hughes se graduó en el Kalamazoo College en 1977 y se trasladó a Nueva York dos años después para convertirse en pintora feminista. Trabajó como camarera para mantenerse, pero se sentía insatisfecha. Durante esa época, vio un cartel que promocionaba una "fiesta navideña doble X" que se celebraría en el sótano de una iglesia católica. Allí encontró strippers lesbianas, cabinas para besarse y un ambiente muy sexual. Luego asistió a muchas de esas fiestas y se involucró con el grupo que las organizaba, el WOW Café. La primera actuación de Hughes en el WOW Café fue a principios de los 80, con una pieza titulada "My Life as a Glamour Don't", sobre varios errores de moda. Siguió con "Shrimp in a Basket" (Gambas en una cesta) y su gran éxito Well of Horniness (1983).
En 1987, Hughes escribió, dirigió y representó una obra de teatro titulada Dress Suits to Hire, que fue reseñada por el crítico Stephen Holden: "Mientras que la escritura más poética de Hughes recuerda a Sam Shepard, el lado campechano de serie B de su sensibilidad la muestra en igual sintonía con las películas de John Waters y las extravagancias drag de Charles Busch". En 1990, Hughes atrajo la atención nacional como una de las llamadas NEA Four, artistas cuya financiación del Fondo Nacional de las Artes fue vetada.
En 1994, Hughes recibió un premio Obie de mención especial.
En 1996, Hughes estrenó una de sus actuaciones más famosas e influyentes, Clit Notes. En esta pieza, Hughes interpreta varios papeles: ella misma a diferentes edades, su madre y varios amantes que ha tenido. En 1998, Hughes coeditó con David Roman una antología de la performance queer en solitario titulada O Solo Homo: The New Queer Performance, que incluía sus propias Clit Notes.
Hughes fue finalista del Lambda Literary Award for Drama en 1997 por Clit Notes, y ganó el premio en 1999 por O Solo Homo.
En febrero de 2017, Hughes organizó una serie de actuaciones de estilo cabaret para protestar contra la recién elegida presidencia de Donald Trump, titulada "Not My President's Day" (No es el día de mi presidente). Estos actos, organizados por participantes de más de sesenta ciudades, entre ellas Ann Arbor, Brno, Chicago, Brooklyn, Gateshead y San José, recaudaron fondos para organizaciones como Planned Parenthood y la Unión Americana de Libertades Civiles. La mayoría de los actos utilizaron variantes de los nombres "Not My President's Day" o "Bad and Nasty".
Hughes trabaja como profesora en la Escuela de Arte y Diseño de la Universidad de MÍchigan. En 2010 recibió una beca Guggenheim.

## Vida personal
Se casó en 2015 con la antropóloga cultural Esther Newton.

## Obra
- The Well of Horniness (1983)[21]
- The Lady Dick (1984)[22]
- Dress Suits to Hire (1987)[23]
- World Without End (1989)[24]
- Clit Notes (1996)[25]
- O Solo Homo (1998), edited with David Román[26]
- Animal Acts: Performing Species Today, edited with Una Chaudhuri (2010)[27]
- Memories of the Revolution: The First Ten Years of the WOW Café Theater (2015), edited with Carmelita Tropicana and Jill Dolan[28]